# Kyoto
Kyoto (AFI: /ˈkjɔto/; in giapponese 京都市?, Kyōto-shi, lett. "Città capitale") è una città del Giappone di quasi 1,46 milioni di abitanti, capoluogo dell'omonima prefettura.
Fu la capitale del Paese per più di un millennio (precisamente dal 794 al 1868) ed è nota come "la città dei mille templi". Essendo stata quasi interamente risparmiata dalla seconda guerra mondiale, è considerata il più grande reliquiario della cultura giapponese e per questo inserita nei siti protetti dall'UNESCO. È una sede universitaria di importanza nazionale e un centro culturale di livello mondiale.

## Etimologia
Entrambe le sillabe che formano la parola Kyoto, Kyo e To in giapponese significano capitale, grande città. In effetti questa fu la capitale del Giappone per più di mille anni, quando il suo nome originale era 平安京 (Heian kyō, letteralmente "Capitale della pace e tranquillità").

## Geografia fisica
Kyoto è situata nella parte centro-occidentale dell'isola di Honshū; la parte storica della città è circondata da verdi colline ed è attraversata da nord a sud dal fiume Katsura. Il clima è subtropicale umido con inverni relativamente freddi (media di 5 giorni di neve ogni inverno) ed estati calde, afose e piovose (media di 13 giorni di pioggia a giugno e luglio). A settembre e ottobre è soggetta a tifoni come un po' tutto il Giappone centrale e quello affacciato sul versante del Pacifico.

## Storia

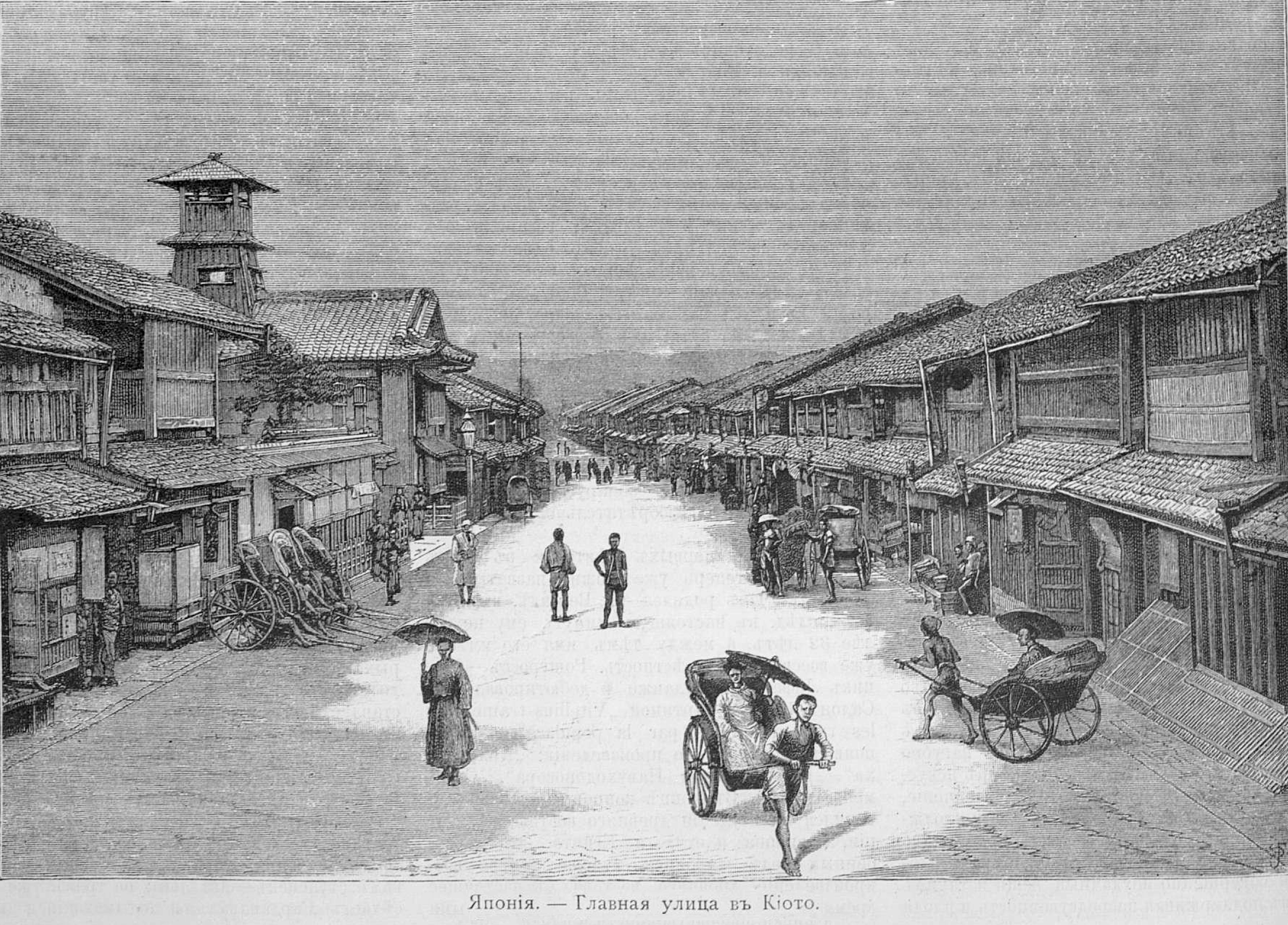
La via principale di Kyoto, 1891

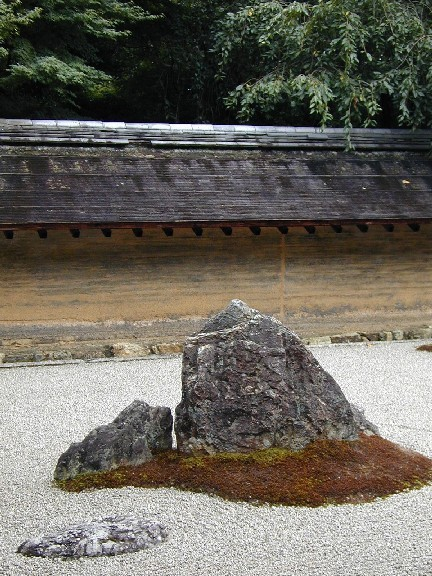
Tempio Ryōan-ji

Fu fondata nel 794 dall'imperatore Kanmu quando la capitale vi fu trasferita da Nara anche se ci sono notizie sui primi insediamenti nell’area di Kyoto che risalgono al VII secolo. L'imperatore Kammu impose alla nuova capitale il nome di Heian Kyo (平安京? letteralmente "capitale di tranquillità e pace"). Comunemente però era nota come Miyako oppure Kyo, due diverse pronunce del carattere 京 – "capitale". Fu sede imperiale quasi ininterrottamente fino al 1868, quando l'imperatore Meiji si trasferì a Edo (Tokyo).
Il centro cittadino aveva una struttura quadrata, con strade ad angolo retto e isolati rettangolari (quadrati divisi a metà), secondo il modello urbanistico cinese. Il palazzo imperiale sorgeva nel quadrante settentrionale della città. A causa dell'eccessiva umidità la parte occidentale si spopolò.
Ashikaga Takauji ha fondato il suo shogunato a Kyoto. Durante la guerra Onin (1467-1477) Kyoto fu funestata da terribili combattimenti che portarono alla devastazione di interi quartieri. La città fu ricostruita verso la metà del XVI secolo. Il samurai che riunificò il Giappone, Toyotomi Hideyoshi (1536 – 1598), edificò la propria residenza vicino al palazzo imperiale e di lì regnò sul Giappone. Anche il suo successore, Tokugawa Ieyasu, fondatore dello shogunato Tokugawa, si fece costruire il castello di Nijo vicino al palazzo imperiale.
Durante la ribellione di Hamaguri del 1864 furono incendiate e distrutte 28.000 case. Questo evento e il successivo spostamento della capitale a Tokyo nel 1868 indebolirono l'economia cittadina. La moderna città di Kyoto fu istituita il 1º aprile del 1889. La costruzione del canale del lago Biwa del 1890, che univa il bacino a Kyoto, fu una delle misure atte a ravvivare l'economia.
Per via della sua importanza religiosa la città fu risparmiata dai bombardamenti durante la seconda guerra mondiale e quindi il centro storico è rimasto pressoché intatto nella forma successiva alla ricostruzione. Gli Stati Uniti avevano preso in considerazione l'idea di sganciare su Kyoto la bomba atomica alla fine della seconda guerra mondiale perché, in quanto centro intellettuale del Giappone, aveva una popolazione abbastanza grande da poter convincere l'imperatore ad arrendersi. Alla fine, su insistenza di Henry L. Stimson, segretario alla guerra nelle amministrazioni di Roosevelt e Truman, la città fu rimossa dall'elenco degli obiettivi e sostituita da Nagasaki.
Kyoto è tuttora una delle municipalità più popolate del Paese e, come tale, nel 1956 fu una delle prime a divenire "città designata per ordinanza governativa".
La città ha ospitato la conferenza delle parti COP3 della convenzione quadro delle Nazioni Unite sui cambiamenti climatici (UNFCCC), dove l'11 dicembre 1997 i rappresentanti di oltre 160 Paesi hanno sottoscritto il trattato internazionale in materia ambientale riguardante il riscaldamento globale, conosciuto come il protocollo di Kyoto.

## Geografia antropica

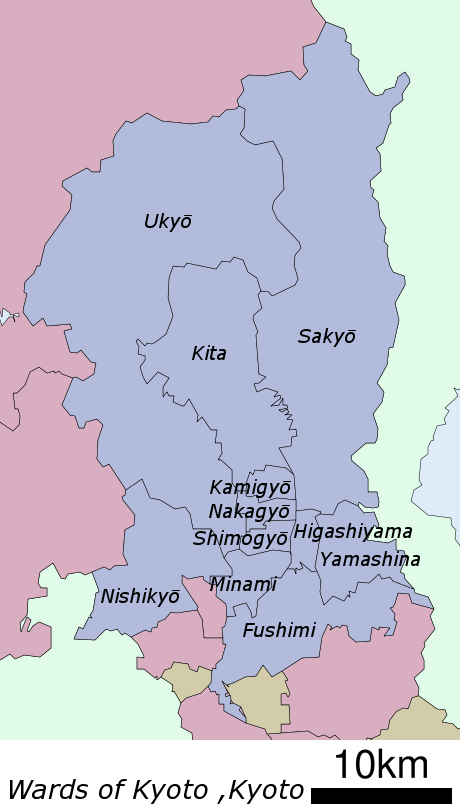
Mappa degli 11 quartieri di Kyoto

### Circoscrizioni
La città è divisa in undici quartieri (区?, ku):
- Fushimi-ku (伏見区?)
- Higashiyama-ku (東山区?)
- Kita-ku (北区?)
- Kamigyō-ku (上京区?)
- Minami-ku (南区?)
- Nakagyō-ku (中京区?) – centro amministrativo
- Nishikyō-ku (西京区?)
- Sakyo-ku (左京区?)
- Shimogyō-ku (下京区?)
- Ukyō-ku (右京区?)
- Yamashina-ku (山科区?)

## Società

Area metropolitana di Kyoto

### Evoluzione demografica
Abitanti censiti (migliaia)

## Monumenti e siti d'interesse
La città è famosa per i giardini zen. Sono annessi ai templi e costituiscono un raffinatissimo abbellimento estetico, ma anche uno stimolo per la meditazione. Sono costituiti entro spazi abbastanza ridotti nei quali viene riprodotto un paesaggio, utilizzando ghiaia, pietre, muschio e piante.
Il giardino più noto è quello del tempio Ryōan-ji, dove in uno spazio di soli trecento metri quadrati è racchiuso un paesaggio formato da ghiaia su cui sono posate quindici pietre di varia forma. Il giardino, detto kare sansui ("giardino secco"), rappresenta, secondo alcuni, la superficie del mare costellata di isole, oppure una distesa di nuvole o di nebbia dalla quale spuntano delle montagne. La superficie della ghiaia è periodicamente rastrellata e quindi percorsa da linee parallele dritte o curve che rendono l'insieme particolarmente equilibrato, oltre a dare il senso dell'impermanenza. Quindi non è un'opera d'arte fissa, ma mutevole, così come è mutevole la realtà. Le quindici pietre sono posizionate in modo che da qualsiasi punto si guardi il giardino non si possano vedere tutte, cioè qualcuna resta celata, a simboleggiare il fatto che la realtà, per quanto la si scruti, rimane sempre in parte nascosta.
Altri giardini utilizzano sfondi di vegetazione che servono ad ampliare la profondità, dando l'illusione di una distanza che non c'è; oppure utilizzano distese di muschio di vari tipi. Alcuni scorci sono di una perfezione assoluta che fa dimenticare l'estrema esiguità degli spazi. Anche la ricerca e la selezione delle rocce sono state compiute con grande pazienza e con grande cura. La tecnica per la creazione di questi giardini raggiunse il suo apice nel corso del XVI secolo, cioè nella stessa epoca in cui vennero codificate le regole del cha no yu e presero forma definitiva molte altre espressioni culinarie.
Al centro della città sorge il Castello Nijō (二条城?, Nijō-jō), eretto a partire dal 1626 da Tokugawa Ieyasu. Le cinque costruzioni principali sono collegate da lunghi corridoi con pavimenti formati da tavole che emettono particolari cigolii quando sono calpestate (pavimento degli usignoli) al fine di impedire che si avvicinassero visitatori inaspettati.
La villa di Katsura Rikyu è il più importante esempio di architettura residenziale giapponese della fine del Cinquecento. Sorge tra il fiume Katsura e le colline Nishiyama. La costruzione iniziò nel 1590 per volontà di Toyotomi Hideyoshi. Il giardino che la circonda è un'opera dello stesso architetto che progettò la villa, Kobori Enshu, il quale per accettare l'incarico pose tre condizioni: fondi illimitati, tempi di esecuzione a propria discrezione e divieto di qualsiasi visita o interferenza da parte del committente durante i lavori.

### Monumenti storici
A differenza di altre città giapponesi, Kyoto ha un patrimonio culturale incredibilmente consistente. I monumenti storici dell'antica Kyoto, situati in tre diverse città: Kyoto, Uji e Otsu, nel 1994 sono stati dichiarati patrimonio dell'umanità dall'UNESCO.
- Shinsenen
- Suika Tenmangu

## Cultura
La città è nota in Giappone per l’eleganza e la varietà della sua cucina, in cui abbondano le verdure, cibo tradizionale cucinato nei modi più vari, tutti caratterizzati da condimenti semplici, che danno risalto ai sapori delle materie prime. Una delle zone più visitate di Kyoto è il quartiere di Gion, noto per ospitare numerose sale da tè e delle Geisha in cui venne ambientato il notissimo romanzo “Memorie di una geisha”. Nella città si trova uno dei giardini zen più noti del paese, quello di Ryōan-ji, un giardino di ghiaia creato appositamente per aiutare i monaci a meditare, stimolando la calma e la concentrazione.

### Università
L'Università di Kyoto è un'università statale (ex-imperiale), la seconda più antica università giapponese, essendo stata fondata nel 1869.
- Università delle Arti del Comune di Kyoto (京都市立芸術大学)è un'università municipale di arte generale e musica a Kyoto, Giappone. Fondata nel 1880, è la più antica università delle arti del Giappone.

- Istituto di Tecnologia di Kyoto (京都工芸繊維大学?)[13]
- Università Ritsumeikan (立命館大学?)[14]
- Università Dōshisha (同志社大学?)[15]
- Università Ryūkoku (龍谷大学)

### Musei
Il Museo nazionale di Kyoto è uno dei tre ex musei imperiali insieme a quelli di Tokyo e Nara. Le collezioni del Museo si concentrano soprattutto sull'arte giapponese pre-moderna e asiatica. 

### Eventi

#### Matsuri
Di grande richiamo sono i matsuri, i tradizionali festival shintoisti. I tre più importanti, ai quali presenziano migliaia di spettatori, sono:
- Aoi Matsuri
- Gion Matsuri
- Jidai Matsuri

#### Hanami
In primavera, in tutto il Giappone, milioni di persone si muovono per ammirare i fiori dei ciliegi giapponesi (桜?, sakura), una tradizione chiamata hanami (花見? letteralmente hana, cioè "fiori", mentre mi significa "vedere"). Secondo quest'usanza si organizza un picnic sotto tali alberi. A questo proposito gli abitanti di Kyoto si riuniscono nei vari parchi cittadini, tra i quali il parco Maruyama e il Kyoto Gyoen.

### Dialetto locale
Nella città di Kyoto è ancora parlato e diffuso il kyō-kotoba, il locale dialetto, noto per essere la lingua utilizzata dalle famose geiko e maiko.

### Opere ambientate a Kyōto
- Detective Conan - La mappa del mistero (animazione)
- Gamera 3 - Iris kakusei (kaijū eiga)
- Gojira VS Mekagojira (kaijū eiga)
- Kong - Uragano sulla metropoli (film horror)
- L'autunno della famiglia Kohayagawa (film drammatico)
- Mothra 3 (film fantasy)
- Railway Station in Kioto: documentario del 1904 della Hepworth
- Sayonara (film drammatico/romantico)
- Le sorelle Munekata (film drammatico)
- Yakuza (film drammatico)
- Memorie di una geisha (film drammatico)
- Hello World (animazione)
- Hannari girori no Yoriko-san (manga e serie televisiva)

## Economia
| Anno | $US    |
| ---- | ------ |
| 1975 | 5 324  |
| 1980 | 9 523  |
| 1985 | 13 870 |
| 1990 | 19 438 |
| 1995 | 22 738 |
| 2000 | 26 978 |
| 2005 | 32 189 |
| 2010 | 36 306 |
| 2014 | 40 794 |

La città, oltre che per le sue bellezze, è spesso visitata dagli appassionati di videogiochi provenienti da tutto il mondo. Qui infatti ha sede la Nintendo, notissima casa produttrice di videogiochi, tra cui spicca la sua mascotte principale Super Mario.
- Kyocera
- Omron
- Nidec
- TOSE

## Infrastrutture e trasporti
- La stazione ferroviaria di Kyoto è stata completata nel 1997 su progetto dell'architetto Hiroshi Hara. Imponente ed estremamente ardita nelle linee, ha suscitato non poche perplessità per il suo accostamento con una città in cui le costruzioni sono per la maggior parte di altezza ridotta.
- Metropolitana di Kyōto.
- Kyoto non dispone di un proprio aeroporto, ma è servita dai due scali internazionali di Osaka e del Kansai.

## Sport

### Calcio
La più importante società calcistica cittadina è il Kyoto Sanga Football Club, militante in J1 League, la massima serie del campionato giapponese di calcio.

## Amministrazione

### Gemellaggi
Kyoto è gemellata con le seguenti città:
- Parigi, dal 1958 (accordi di amicizia)
- Boston, dal 1959
- Colonia, dal 1963
- Firenze, dal 1965
- Kiev, dal 1971
- Zagabria, dal 1972
- Xi'an, dal 1974
- Guadalajara, dal 1980
- Praga, dal 1996

## Galleria d'immagini

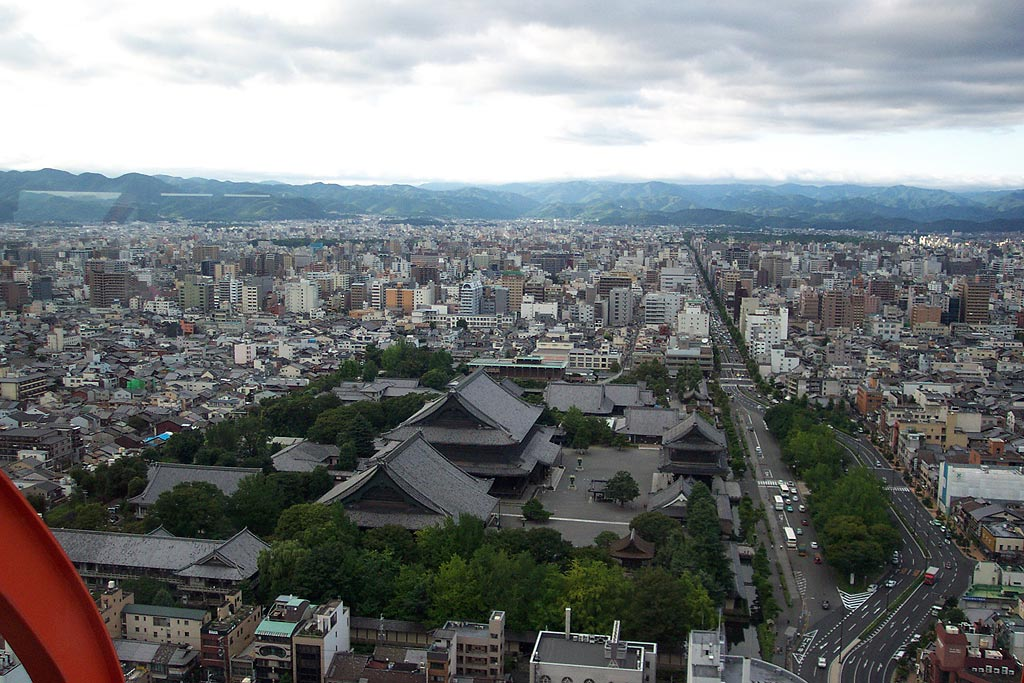
Kyoto vista dall'alto della sua torre
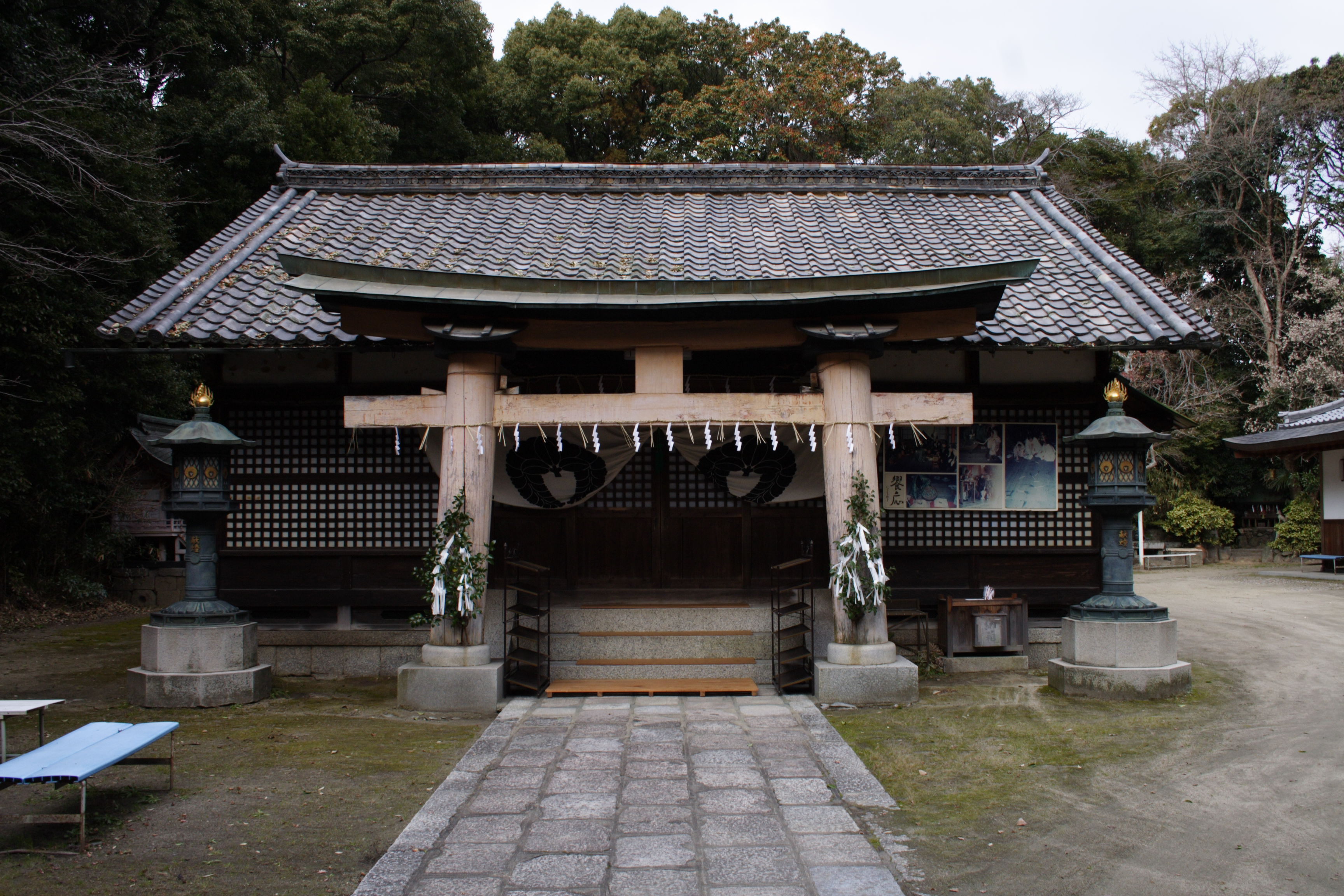
Tempio
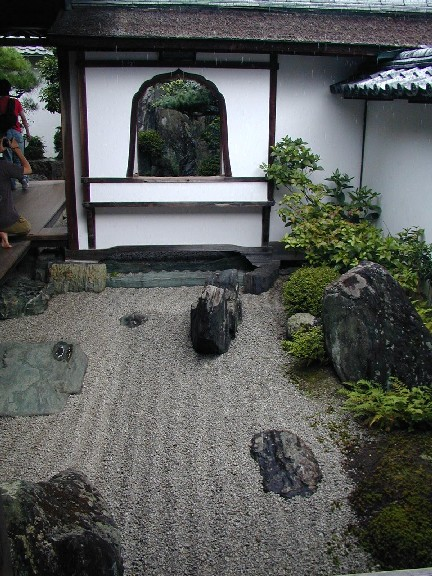
Tempio Daisen-in
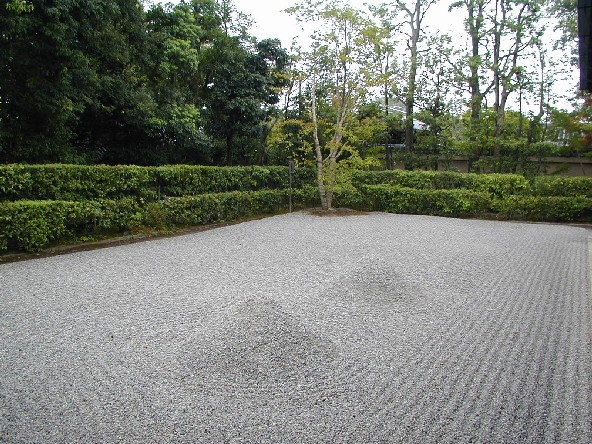
Tempio Daisen-in
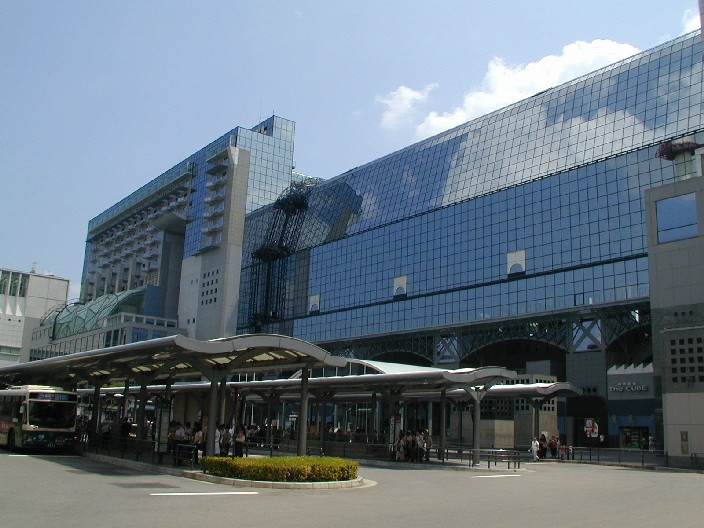
Esterno della stazione ferroviaria
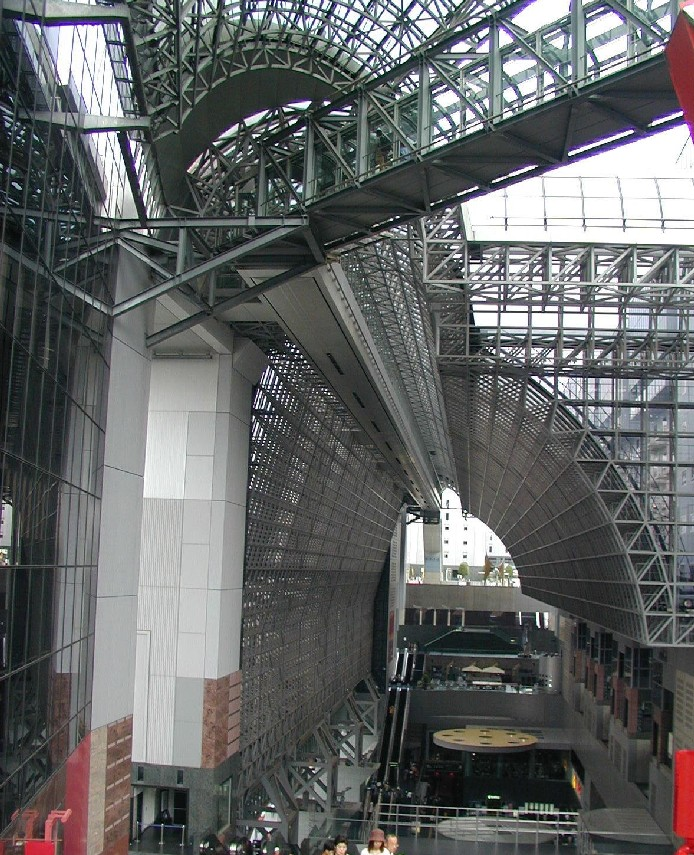
Interno della stazione ferroviaria